# Molitones flavipennis
Molitones flavipennis là một loài bọ cánh cứng trong họ Cerambycidae.